# Kościół Niepokalanego Poczęcia Najświętszej Maryi Panny w Kolonii
Kościół Niepokalanego Poczęcia Najświętszej Maryi Panny w Kolonii (niem. Minoritenkirche) – pofranciszkański kościół klasztorny z XIII wieku, należący do archidiecezji kolońskiej.
Świątynia pełni funkcję kościoła filialnego przy Parafii Świętych Apostołów w Kolonii.

## Historia
Pierwsi franciszkanie przybyli do Niemiec przed 1221. W 1226 istniała prowincja teutońska, z której w 1239 wydzielona została prowincja kolońska. Minoryci wznieśli w latach 1245-1260 wczesnogotycki chór, zaś w XIV w. dobudowano trójnawową świątynię, stanowiącą obecnie główny trzon budowli. W czasach rewolucji francuskiej, gdy wojska francuskie zajęły Bawarię, kościół zamieniono na spichlerz. W 1804, w trakcie zawieruchy napoleońskiej, kasacie uległa kolońska prowincja franciszkańska, a jej dobra materialne zsekularyzowano. Kościół znalazł się pod zarządem władz miejskich. Świątynia pełniła funkcję kaplicy przy przytułku oraz kościoła szpitalnego. W 1846 kościół przeszedł na własność kapituły katedralnej. W 1862 przeprowadzono renowację wnętrza, dzięki sumie ofiarowanej przez kupca Johanna Heinricha Richartza. Od 1848 rektorem kościoła był bł. ks. Adolf Kolping, kapelan Kolońskiego Związku Katolickich Czeladników. W 1889 kościół został wyposażony w specjalnie zakupiony późnogotycki ołtarz skrzydłowy. Ołtarz ten wykonany został ok. 1480 w Dolnej Saksonii. W czasie II wojny światowej pożar strawił część wyposażenia. Prace nad przywróceniem przedwojennego wyglądu zakończono w 1958. W 1997 zakupiono nowe organy piszczałkowe firmy Romanus Seifert & Sohn. Gruntowne prace remontowe związane z wymianą dachu przeprowadzono w latach 2009-2010. Z tej okazji wykonano nowy szklany krzyż nad głównym ołtarzem oraz popiersie na grobie bł. Adolfa Kolpinga.
Z klasztoru franciszkańskiego zachowały się maswerki zachodniego skrzydła krużganka, stanowiąc obecnie część ściany Muzeum Sztuki Stosowanej oraz fragmenty ozdobnych malowideł ściennych w kościele.
W kościele znajdują się grobowce błogosławionych Jana Dunsa Szkota oraz Adolfa Kolpinga, przy których modlił się papież Jan Paweł II w czasie swej 1. podróży apostolskiej do Niemiec 15 listopada 1980.

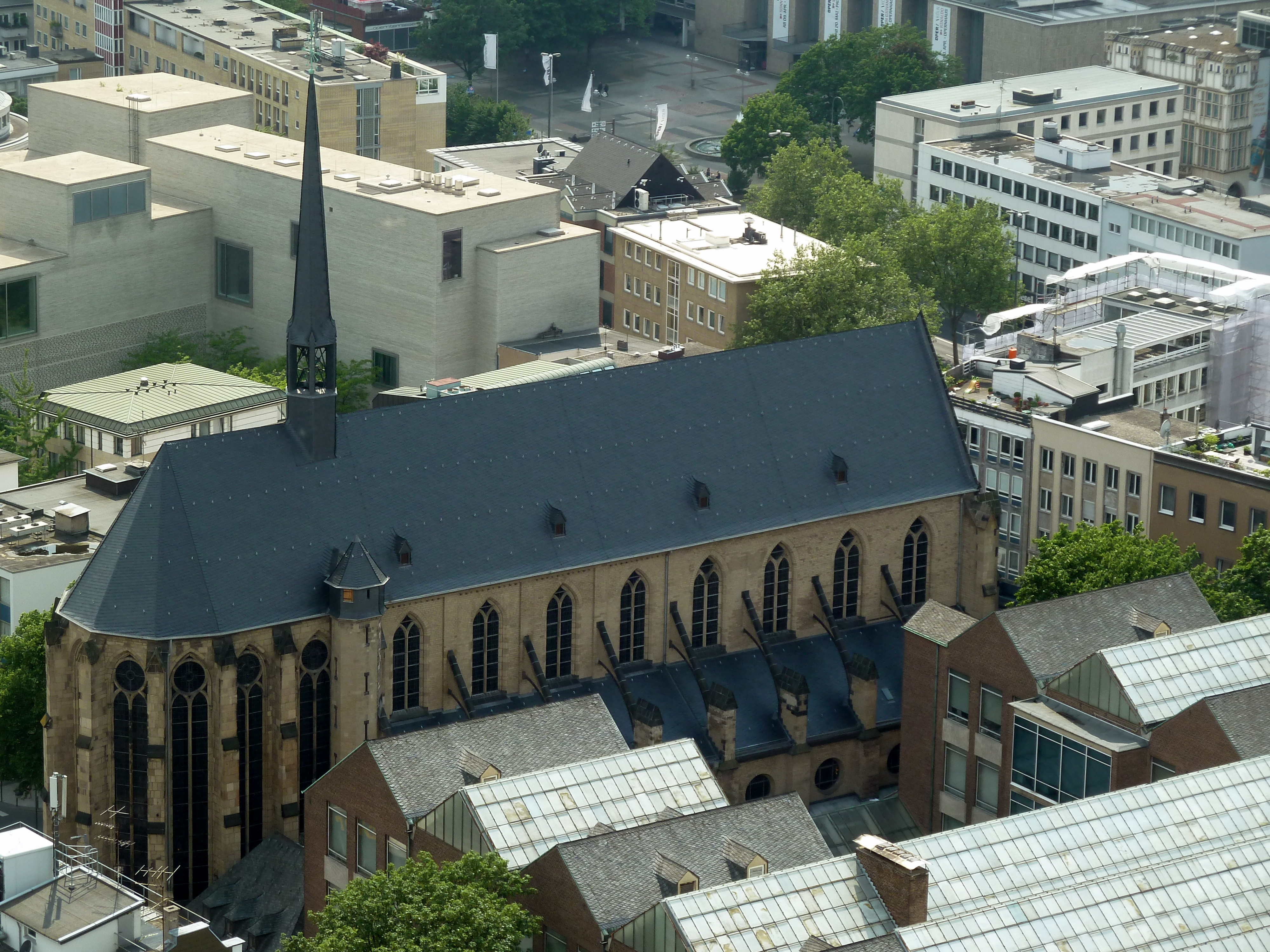
Z lotu ptaka
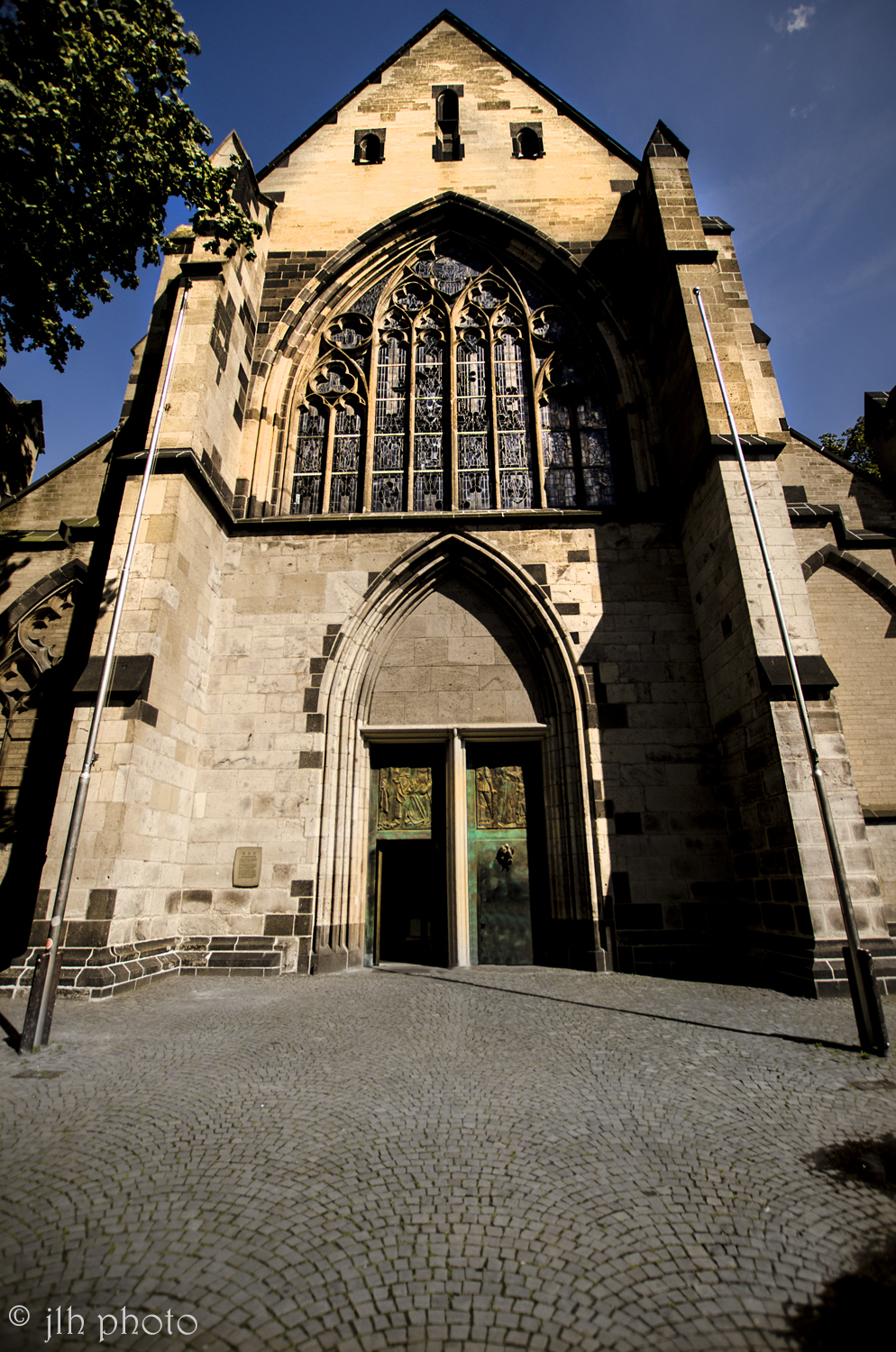
fronton
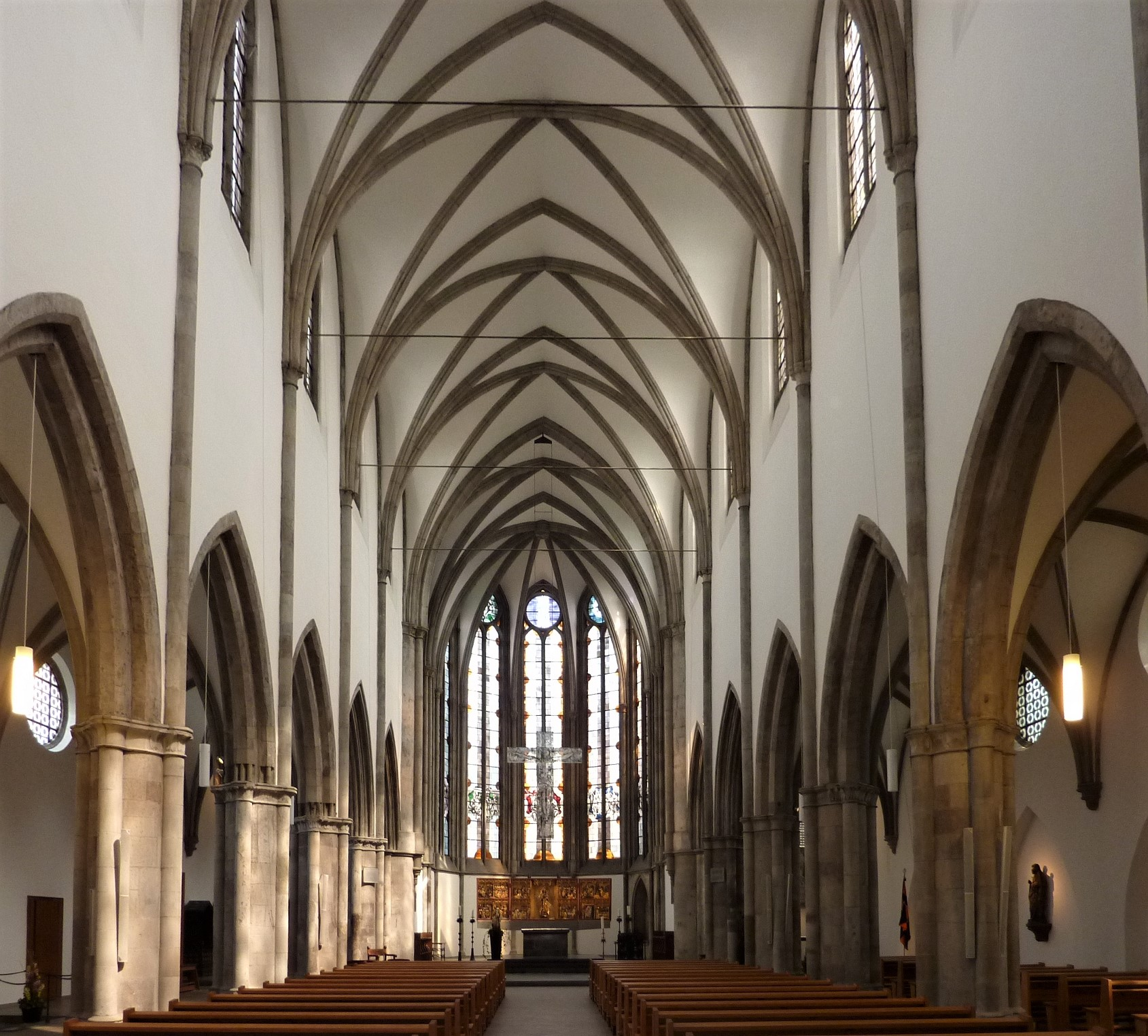
nawa główna
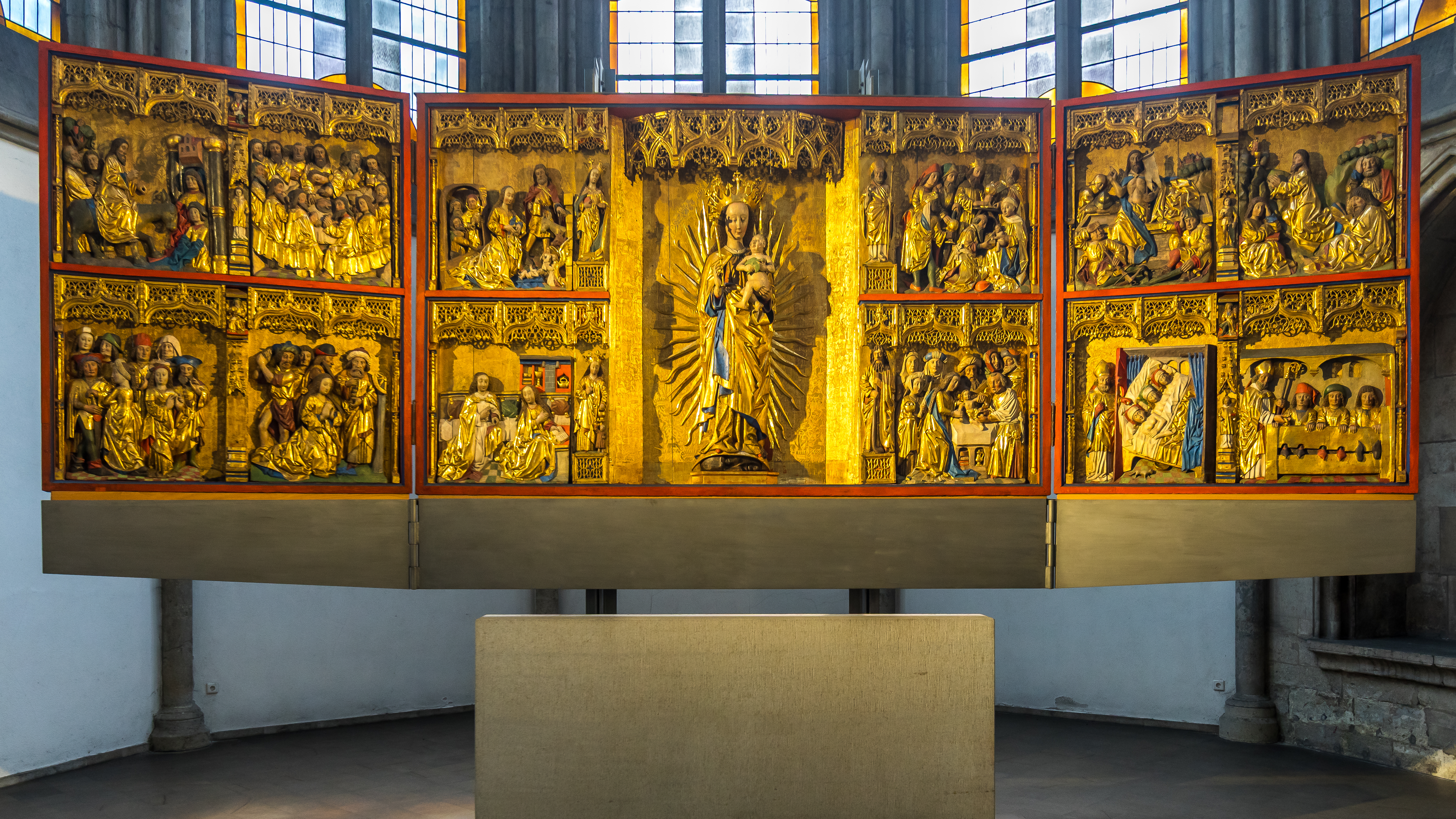
nastawa ołtarzowa
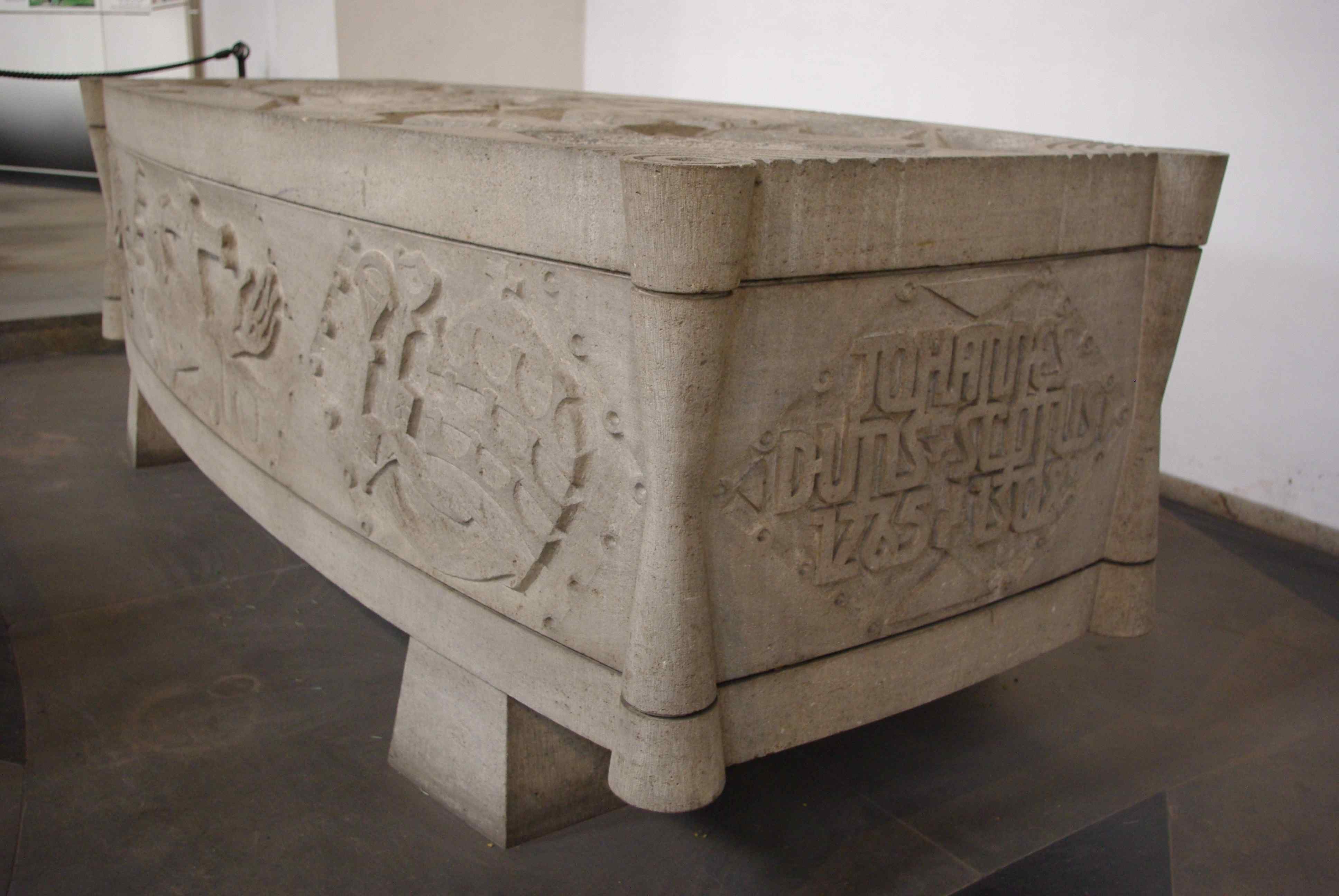
sarkofag Dunsa Szkota
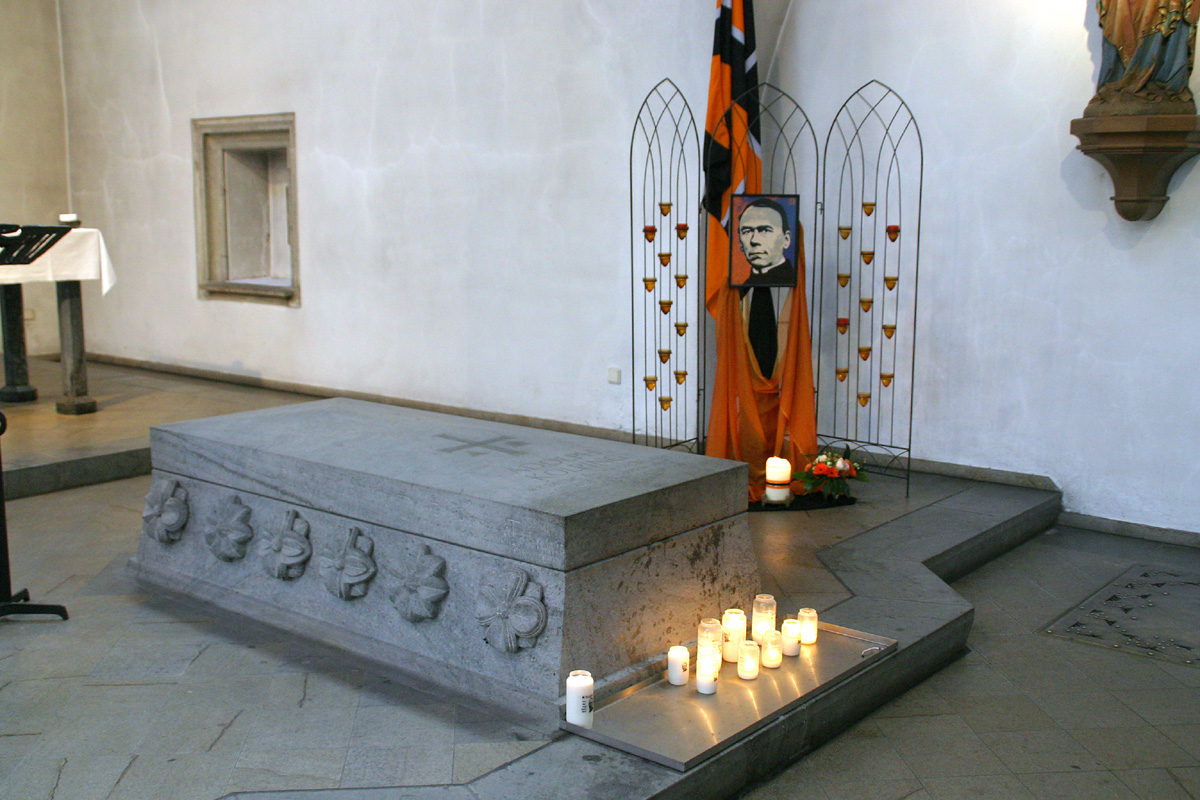
grobowiec ks. Kolpinga